# Maurycy Koniar
Maurycy Koniar (także: Moritz Coniar, Moryc Kon, Mojżesz Kohn,  ur. ok. 1790  – zm. 19 lutego 1848 w Dreźnie) – polski finansista, dzierżawca przedsiębiorstw rządowych pochodzenia żydowskiego.

## Życiorys[3]
W 1816 r. przybył z Rosji do Warszawy, gdzie z Leonem Newachowiczem i Salomonem Halpertem wydzierżawił monopol tabaczny. Po ich śmierci w latach 30. XIX w. dzierżył monopol samodzielnie (do 1838), dzięki czemu dorobił się fortuny. Od 1837 r. dzierżawił przedsiębiorstwa górniczo-hutnicze w Zagłębiu Staropolskim. Wespół z Henrykiem Łubieńskim dopuścił się nadużyć, które wykryto w 1842 r. Działania te spowodowały kryzys górnictwa rządowego. Od 1844 r. był właścicielem domu handlowego, dostarczając żywność do karczem. Zaliczany do czołowych finansistów Królestwa Polskiego, cieszył się poparciem urzędników rosyjskich i samego Iwana Paskiewicza. W 1839 r. otrzymał szlachectwo.